# Cheshire (fromage)
Le cheshire (ˈtʃɛʃə), souvent nommé chester en français, est un fromage anglais dense et friable fait avec du lait de vache dans le Cheshire et dans quatre comtés alentour, le Denbighshire et le Flintshire au pays de Galles et le Shropshire et le Staffordshire en Angleterre.

## Histoire
Le cheshire est un des plus vieux fromages nommés dans l'histoire britannique : il est pour la première fois mentionné avec le Shropshire par Thomas Muffet dans Health's Improvement (vers 1580). Il n'y a pas de trace de mention plus ancienne mais il est déjà fait état de la région du Cheshire comme une importante région laitière par Guillaume de Malmesbury dans son Gesta pontificum Anglorum (« History of the bishops of England », vers 1125).
Le cheshire est le fromage le plus populaire dans les marchés à la fin du XVIIIe siècle. En 1758, la Royal Navy ordonne aux navires de stocker pour leurs voyages du cheshire et du Gloucester. La production de cheshire est estimée à 10 000 tonnes en 1823 et à 12 000 tonnes en 1870.
Ce fromage aurait inspiré le Chat du Cheshire dans l'histoire d'Alice au pays des merveilles.